# Elk Island
Elk Island, także Pine Island lub Warren Island – największa niezamieszkana wyspa na jeziorze Jackson Lake w stanie Wyoming.

## Geografia

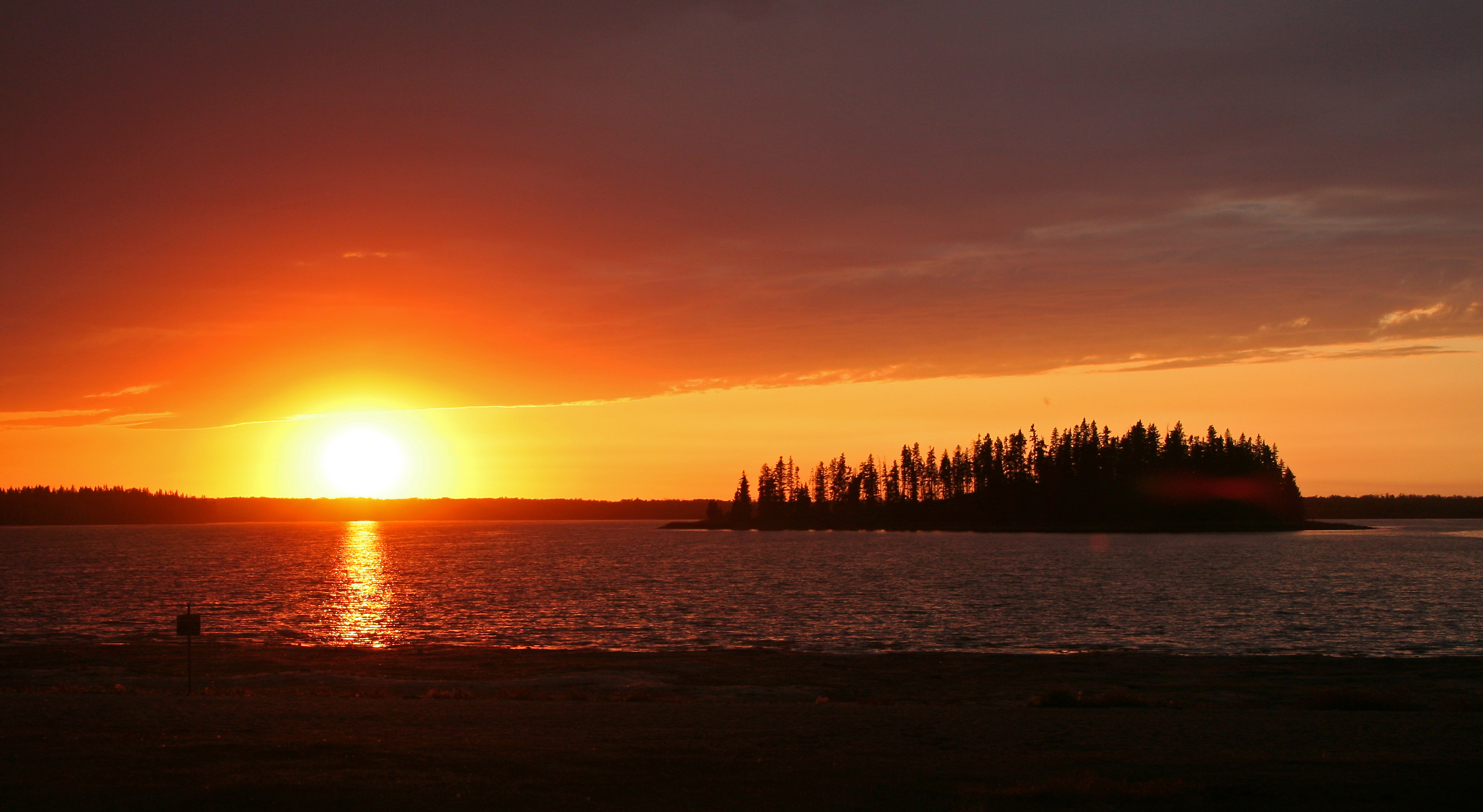

Średnia wysokość wyspy to 2095 m n.p.m. Znajduje się na nim półwysep South Bar. Wyspa tworzy także zatokę North Bar Bay.

## Turystyka
Na wyspie znajduje się restauracja oraz miejsca kempingowe wybudowane przez osadę Colter Bay Village.